# Força de Proteção de Derna
Força de Proteção de Derna  (em árabe: قوة حماية درنة), também conhecida como Força de Segurança de Derna,  é uma milícia líbia formada por Ateyah Al-Shaari em 11 de maio de 2018, durante a investida em Derna do Exército Nacional Líbio. 
Apesar de perder o controle de Derna em 28 de junho,   a Força de Proteção de Derna sobreviveu ao ataque do Exército Nacional Líbio, entrando em confronto com o mesmo em julho  e setembro  daquele ano.